# Juliette Boulet
Pour les articles homonymes, voir Boulet (homonymie).
Juliette Boulet, née à Namur le 14 janvier 1981, est une femme politique belge, membre d'Ecolo.
Elle est licenciée en information et communication avec un diplôme d'études spécialisées en analyse interdisciplinaire de la construction européenne.
Elle a été la porte-parole de Greenpeace Belgique avant de devenir la cheffe de cabinet de la Ministre Tellier. Fin 2024, elle a décidé de rejoindre le parc Pairi Daiza.

## Fonctions politiques
- Députée fédérale depuis le 10 juin 2007. Elle n'a pas été réélue lors du scrutin de mai 2014 qui a vu la débâcle d'Ecolo.